# Wołchw

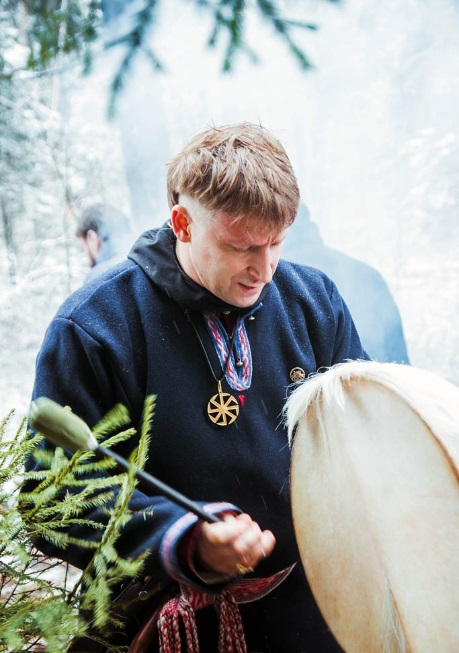
Współczesny rodzimowierczy rosyjski wołchw

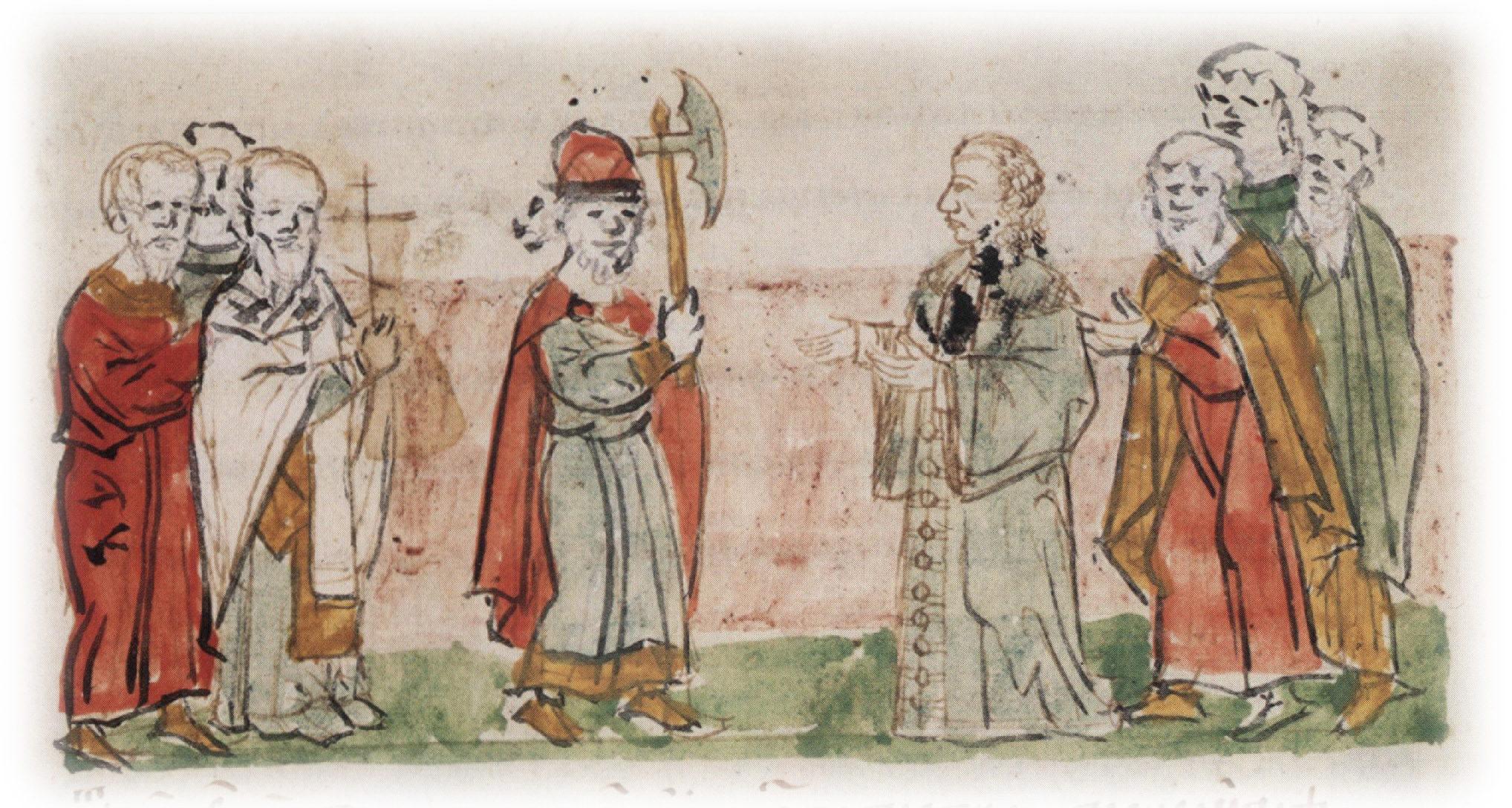
Gleb Światosławicz przychodzi do wołchwa. Nowogród Wielki, 1071 rok. Ilustracja z Latopisu Radziwiłłowskiego.

Wołchw, pot. guślarz – w religii Słowian wróżbita, częściowo też mag, swego rodzaju odpowiednik szamana znanego z innych kultur pierwotnych. Po chrystianizacji wołchwów zaczęto nazywać „guślarzami”. Sztuka wróżenia wołchwów była powiązana z kultem boga chtonicznego Welesa, można w niej dostrzec aspekty animizmu i szamanizmu. Wieszcza Bojana uznawano także za „wnuka Welesowego”, co mogło świadczyć o jego powiązaniu z Welesem tudzież wołchwami.

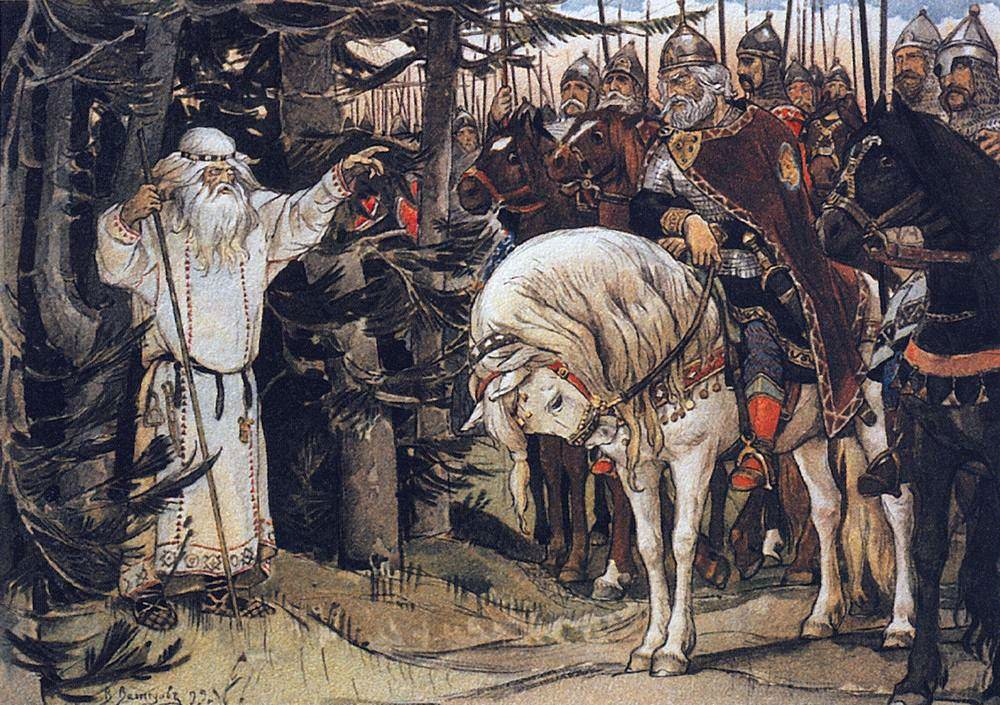
Wiktor Wasniecow, Książę Oleg spotykający czarownika, 1899

## Rola w społeczeństwie i funkcje sakralne
Legenda o założeniu grodu Jarosławia podaje, że wołchwowie po złożeniu ofiary całopalnej wróżyli i śpiewali do akompaniamentu gęśli, co wskazuje na to, że pełnili także rolę ofiarników. Wołchwowie utrzymywali kontakty ze światem nadprzyrodzonym poprzez ekstazę wywołaną tańcem lub środkami odurzającymi. Zyskiwali wtedy zdolność wieszczenia oraz leczenia chorób.
Wołchwowie cieszyli się wśród ludu wielkim poważaniem, chociaż nie mieli takiego wpływu na władzę jak żercy. Jak podaje Powieść doroczna w początkach chrześcijaństwa na Rusi kierowali buntami przeciwko nowej religii i porządkowi społecznemu, na przykład w Suzdalu w 1024 roku czy w Nowogrodzie i ziemi rostowskiej w 1071 roku (również w Biełoziersku, Połocku, a nawet Kijowie). Podczas buntu w Nowogrodzie w 1071 roku po stronie chrześcijaństwa opowiedział się tylko książę Gleb z drużyną, podczas gdy mieszkańcy stanęli po stronie wołchwa. Brak natomiast danych o ich udziale w ofiarach z ludzi, jakie urządzać miał Włodzimierz w Kijowie w 980 i 983.
Władza państwowa i kościelna surowo tępiły wołchwów. W 1227 roku w Nowogrodzie czterech z nich spalono na stosie.
Wołchwowie byli także strażnikami tradycji ustnej. To dzięki nim znana jest antropogeniczna opowieść o Bogu pocącym się w łaźni.